# Сівка-Калуська
Сівка-Калуська — село Калуського району Івано-Франківської області. Входить до складу Калуської міської громади.

## Назва
У 1989 р. назву села Сівка-Калуська було змінено на одну літеру.

## Історія
В середньовічній Речі Посполитій село належало до королівських (державних) маєтностей Галицького повіту Галицької землі Руського воєводства. У податковому реєстрі 1515 року документується 4 лани (близько 100 га) оброблюваної землі. У 1565 році було 6 селянських господарств (Іван Лапкович, Іван Ількович, Олекса Петрович, Дмитро Репка, Тарас і Панько Петрович) і ще 4 порожні подвір'я. У 1578 році в селі оброблявся 1 лан (18 га) землі.
В 1648 р. жителі села разом із іншими сусідами брали участь у повстанні під проводом священика Івана Коритка (Грабівського), яке вибухнуло під впливом перемог Богдана Хмельницького над поляками. Повстання було жорстоко придушено.
Церква св. Архистратига Михайла згадується 1684 року в реєстрі катедратика (столового податку), у протоколах генеральних візитацій Львівсько-Галицько-Камянецької єпархії 1740—1755 рр. вона описується як сімдесятирічна стара дерев'яна, близька до руїни, збудована парохом за підтримки парохіян.

### Німецькі колоністи

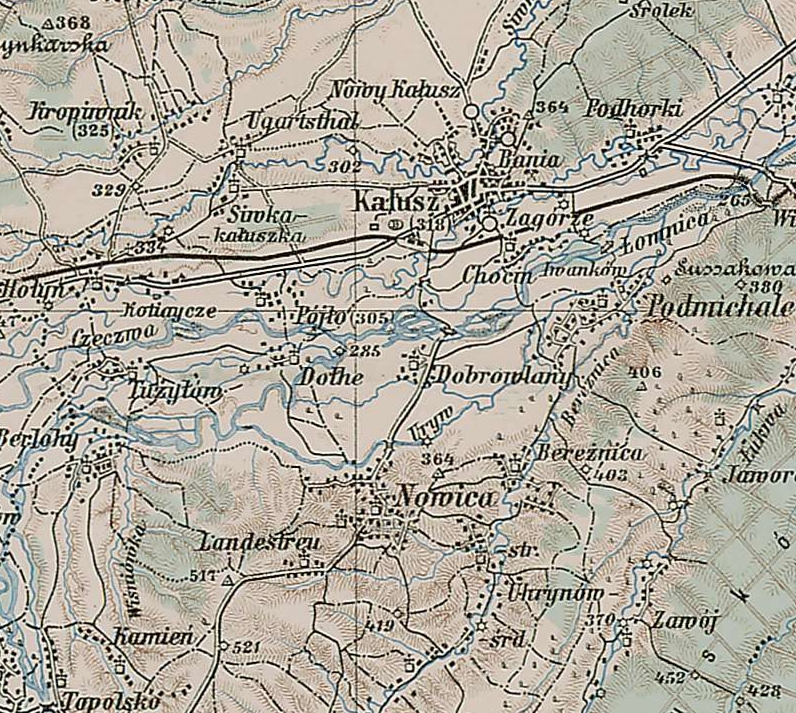
Сівка на мапі околиць Калуша 1889 року

Німецькі колоністи до Галичини прибули на запрошення австрійського імператора Йосифа ІІ (т. зв. йозифінська колонізація). На частині земель, що належали камері (державних землях), творилися німецькі поселення. Так звана аграрна колонізація утвореного від 1772 р. у складі Австрійської монархії Коронного Краю Галичини і Володимирщини  була одним з проявів нової урбанізаційної політики Австрійської імперії, яка трактувала свої нові східні провінції як слабозаселені і промислово відсталі території. Це дозволяло уряду згідно з міждержавним договором переселяти німців з Північної Німеччини, Рейнланд-Пфальц тощо. Предки німецьких колоністів походили переважно з німецьких земель Баден-Вюртемберг, Гессен, Лотарингія.
У 1782 році в межах українського села Сівки з'явилась німецька колонія Уґартсталь (нім. Ugartsthal). Назва ця — від прізвища австрійського графа Алоїса Угарта (Alois Graf).
Будова колонії характеризувалася вуличним плануванням, виходячи з існуючої в селі. 1784 року в Сівці звели протестантську церкву з парафіяльним цвинтарем (дотепер її будівля не збереглася). Парафія включала поселення (здебільшого села — німецькі колонії або українські села з німецькими колоністами): Уґартсталь, Нова Долина, Енґельсберґ, Горохолина, Велдзір, Станіславів, Богородчани, Грабовець, Солотвин, Новиця, Петранка і Красна.
Станом на 1808 р. в Уґартсталі проживало 329 протестантів

### Часи Австро-Угорщини
У 1880 році в селі Угартсталь було 62 будинки і 423 мешканці (43 греко-католики, 3 римо-католики, 365 євангелістів, 12 юдеїв; 43 українці, 14 поляків, 366 німців). Тоді в Сівці-Калуській було 133 будинки і 840 мешканців (761 греко-католик, 5 римо-католиків, 21 юдей, 43 інших визнань; 782 українці, 5 поляків, 53 німці).
Австрійська армія конфіскувала в серпні 1916 р. у місцевій церкві 6 дзвонів діаметром 78, 46, 38, 31, 29, 28 см, вагою 285, 52, 26, 15, 12, 11 кг, а в євангелістській кірсі Уґартсталю — 4 дзвони діаметром 83, 63, 35, 18 см, вагою 247, 120, 24, 3 кг, виготовлених у 1900 р. Після війни польська влада отримала від Австрії компенсацію за дзвони, але громаді села грошей не перерахувала.

### Польська окупація
У 1939 році у Сівці-Калуській проживало 1120 мешканців (1095 українців, 5 поляків і 20 євреїв), а в Уґартшталю — 530 мешканців (90 українців, 40 поляків — родин нафтовиків, 50 польських колоністів, 10 євреїв і 340 німців).
Німецька протестантська колонія Уґартсталь (німецькою: Ugartsthal) 18 лютого 1939 року перейменована польською владою на Теспово (Tespowo).

### Радянська окупація
У січні 1940 року всіх німецьких колоністів Галичини вивезли до Вартегау (Німеччина), в селі утворили перший у Калуському районі радгосп «Угерсталь».

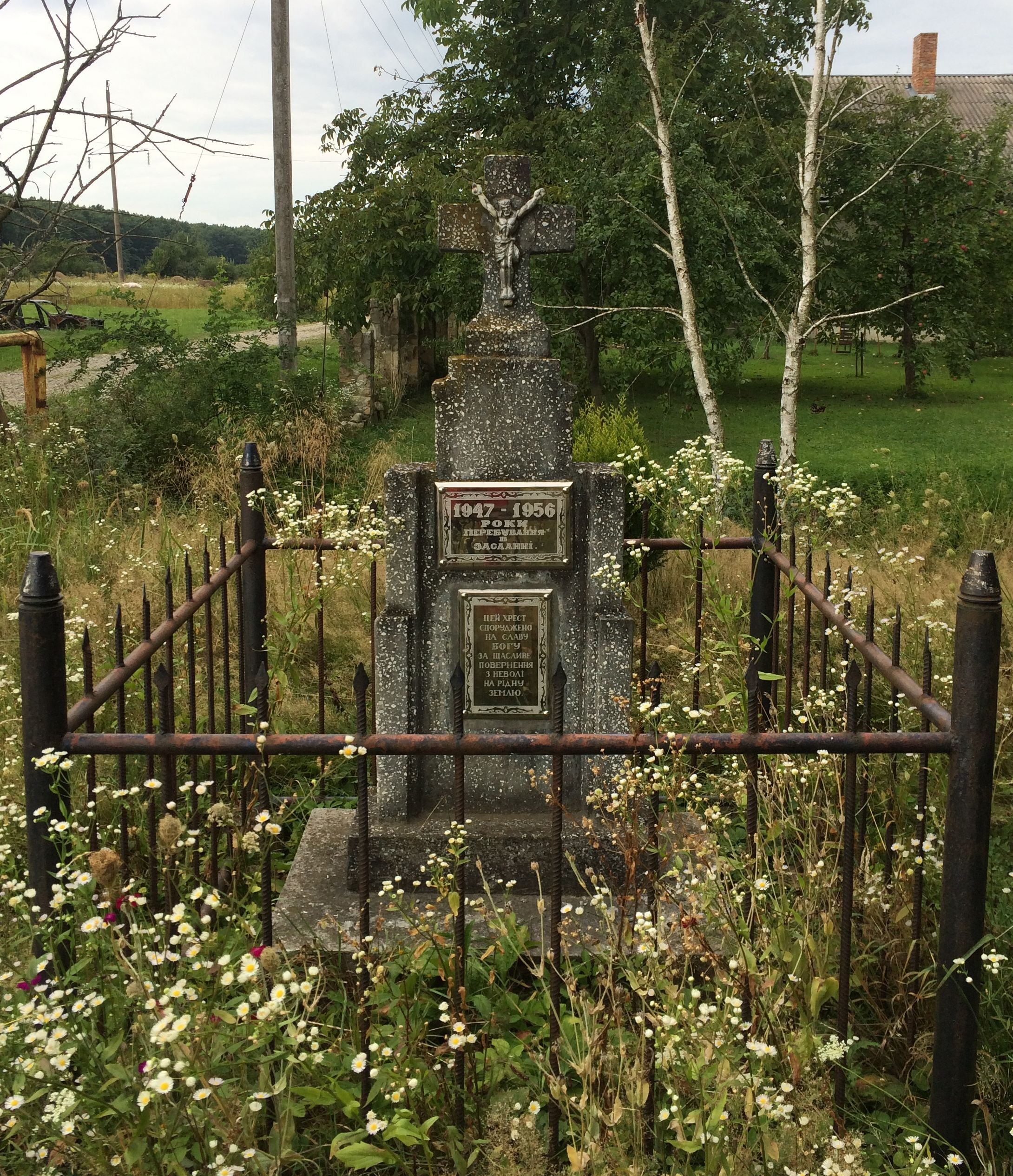
Хрест на честь повернення з заслання

Жителі села брали активну участь у національно-визвольній боротьбі в рядах ОУН-УПА. В січні 1946 р. для боротьби з УПА в кожному селі був розміщений гарнізон НКВД, в Сівці-Калуській — з 19 осіб (на допомогу готові були 1300 в Калуші). За підтримку повстанців жителів села висилали до Сибіру. У вільні хати поселяли українців з Равщини і Закерзоння.
7 червня 1946 року указом Президії Верховної Ради УРСР хутір Угерсталь перейменували на хутір Подільський.
7 березня 1949 року рішенням Калуського райвиконкому № 18 в селі утворено колгосп імені Леніна, куди загнали 159 селянських господарств.

## Зона надзвичайної екологічної ситуації
Внаслідок прийнятих свого часу неправильних рішень щодо розташування й експлуатації хвостосховищ, відвалів, акумулюючих ємностей та способу ліквідації шахтних порожнин, що утворилися в результаті господарської діяльності хімічних підприємств у Калуському районі, було порушено екологічну рівновагу у товщі гірських порід Калуш-Голинського родовища калійних солей. Це спричинило численні провали земної поверхні над площею шахтних полів у Калуші, руйнування будинків і комунікацій, засолення водоносних горизонтів у місті, селах Кропивник і Сівка-Калуська.
В лютому 2010 екологічній ситуації у місті було присвячено засідання РНБОУ, за підсумками якого були прийняті указ президента і закон на його підтвердження.. Указом і законом передбачено, що Кабінет міністрів України має забезпечити невідкладно у зоні надзвичайної екологічної ситуації добровільне відселення людей з територій просідання земної поверхні, утворення провальних воронок, карстів, зсувів ґрунтів, з обов'язковим забезпеченням їх жилими приміщеннями для тимчасового, а в подальшому постійного проживання; здійснення запобіжних заходів щодо недопущення забруднення джерел питного водопостачання; здійснення технічних заходів з укріплення, гідроізоляції, зменшення динаміки приросту розсолів у Домбровському кар'єрі калійних руд. Крім того, уряд має здійснити укріплення дамби хвостосховища № 2 Калуш-Голинського родовища калійних солей; дослідження полігону захоронення токсичних відходів, розробку та здійснення комплексу заходів щодо локалізації джерела забруднення токсичними відходами навколишнього середовища та щодо ліквідації наслідків такого забруднення. Кабмін також має виділити у тижневий строк додаткові кошти місцевим бюджетам Калуша і Калуського району, інші матеріальні ресурси для нормалізації екологічного стану в зоні надзвичайної екологічної ситуації; установити суворий контроль за цільовим використанням фінансових та матеріальних ресурсів, які виділяються для виконання робіт щодо нормалізації обстановки у зоні надзвичайної екологічної ситуації тощо.

## Населення

### Мова
Розподіл населення за рідною мовою за даними перепису 2001 року:
| Мова       | Кількість | Відсоток |
| ---------- | --------- | -------- |
| українська | 1643      | 99.82%   |
| російська  | 3         | 0.18%    |
| Усього     | 1646      | 100%     |

## Соціальна сфера
- Три греко-католицькі церкви: стара церква св. Архистратига Михайла (храмове свято 21 листопада) збудована 1858 року[19], пам'ятка архітектури місцевого значення № 786, поряд — нова, і третя — на теренах колишнього Уґартшталю.

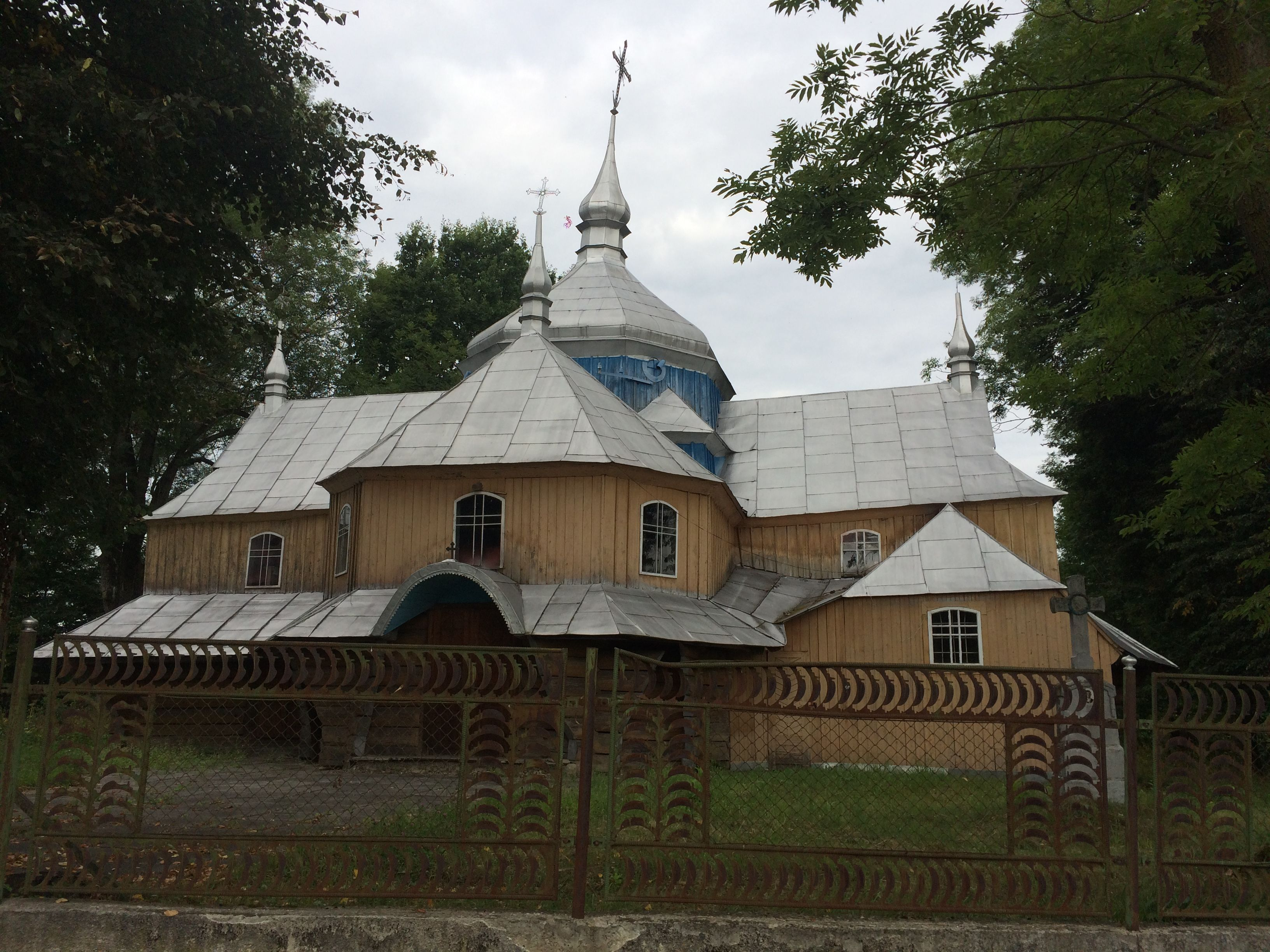
Церква Св. Арх. Михайла 1858
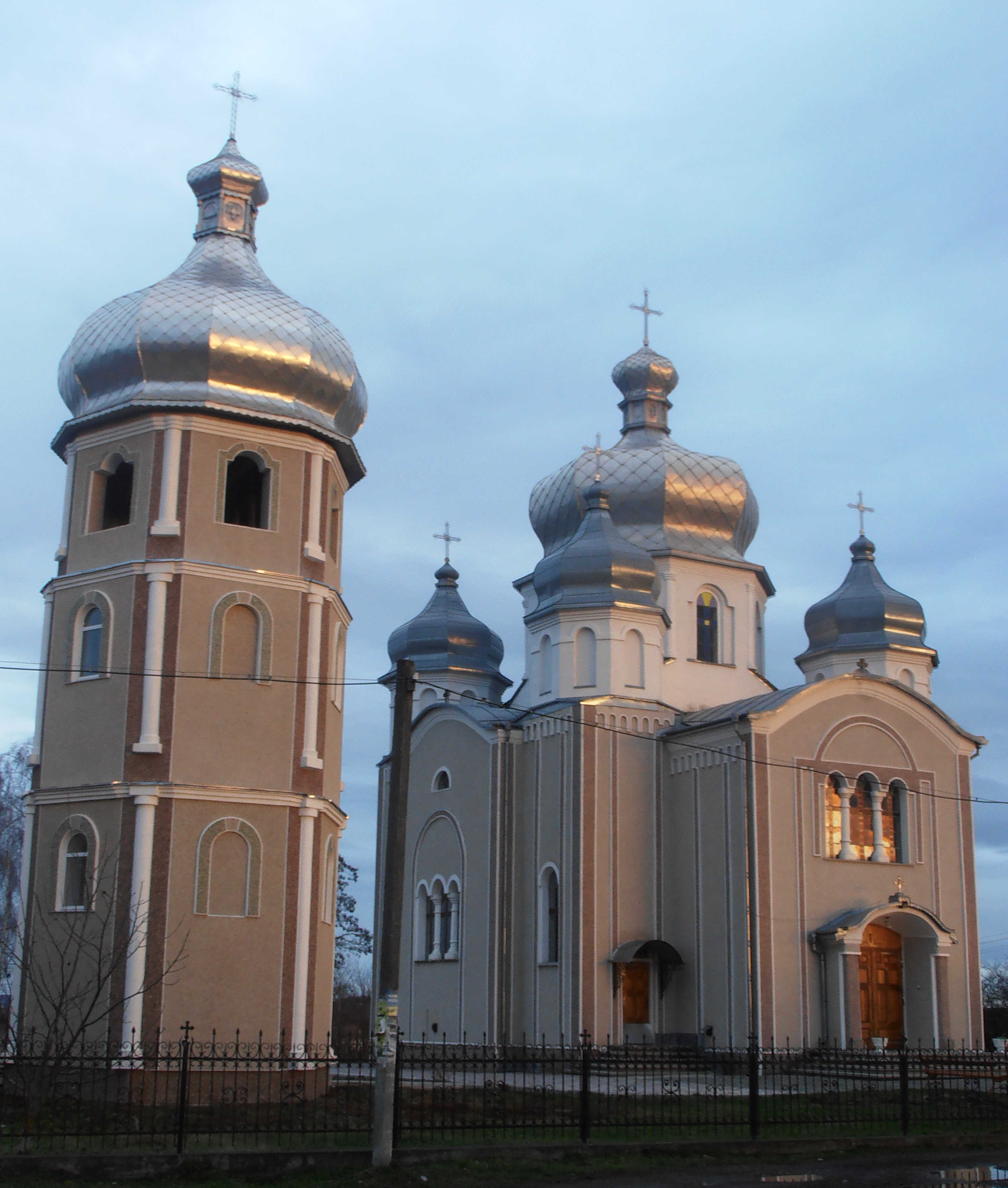
Церква в Угартшталі
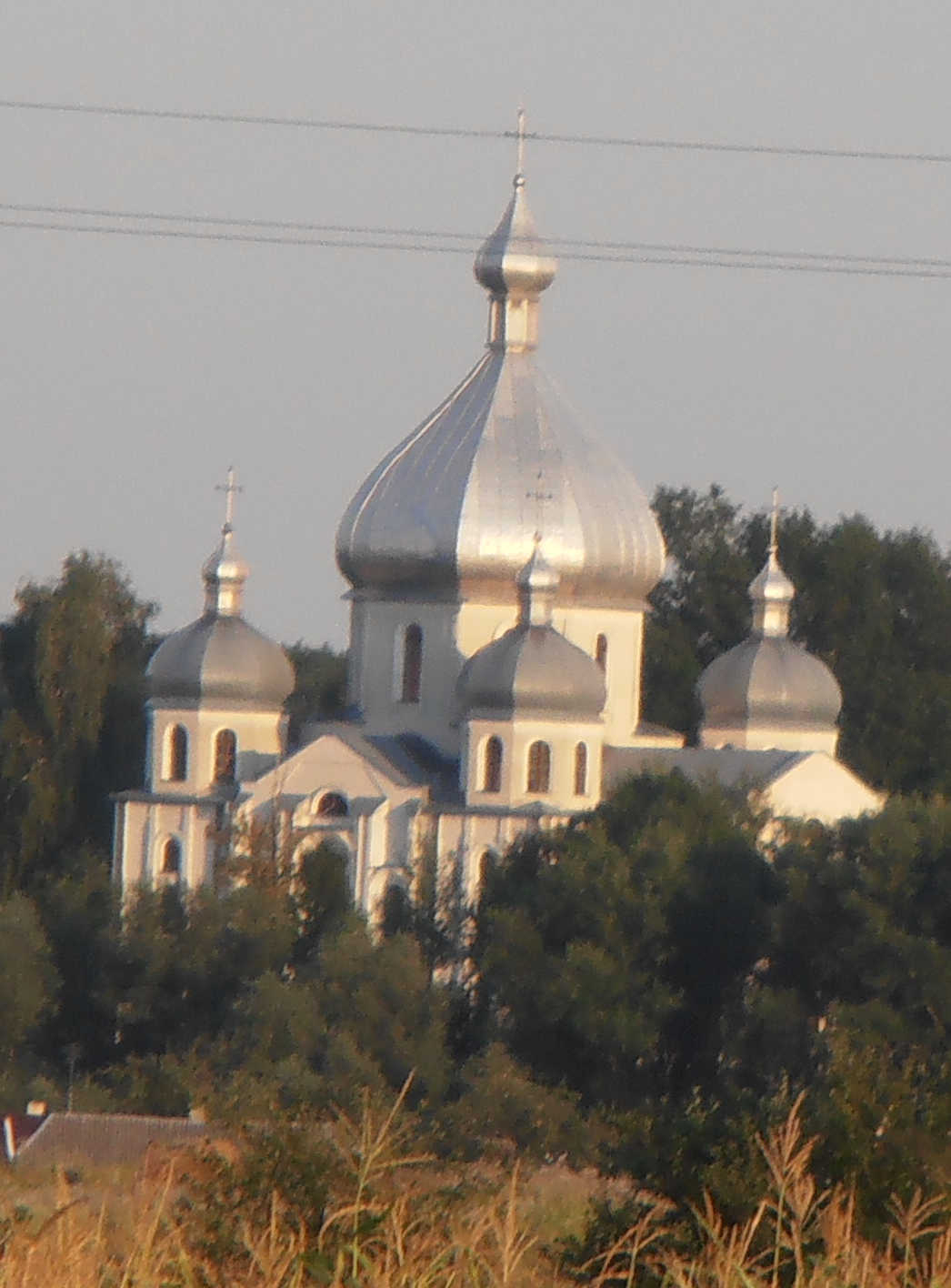
Нова церква
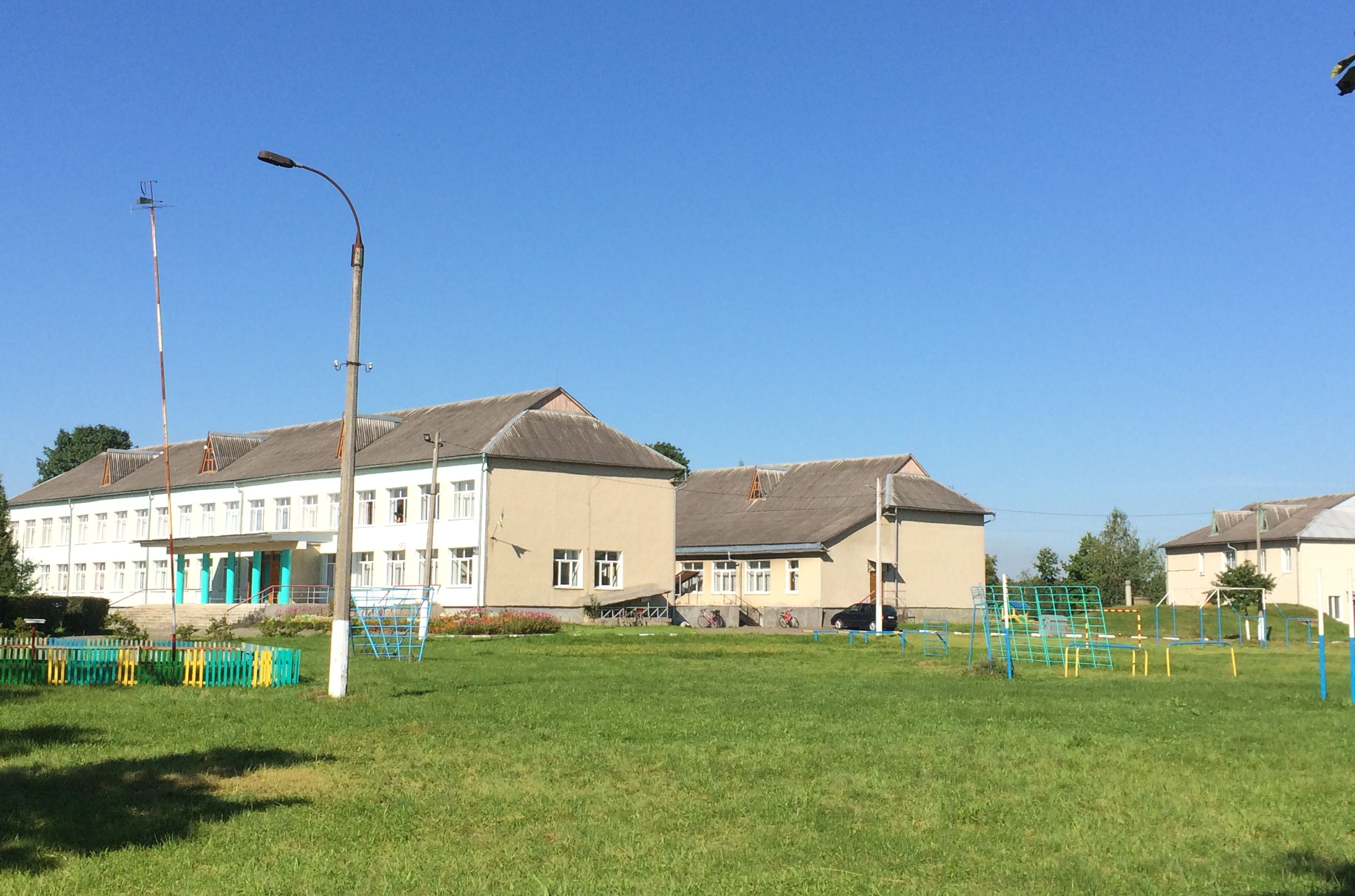
Школа
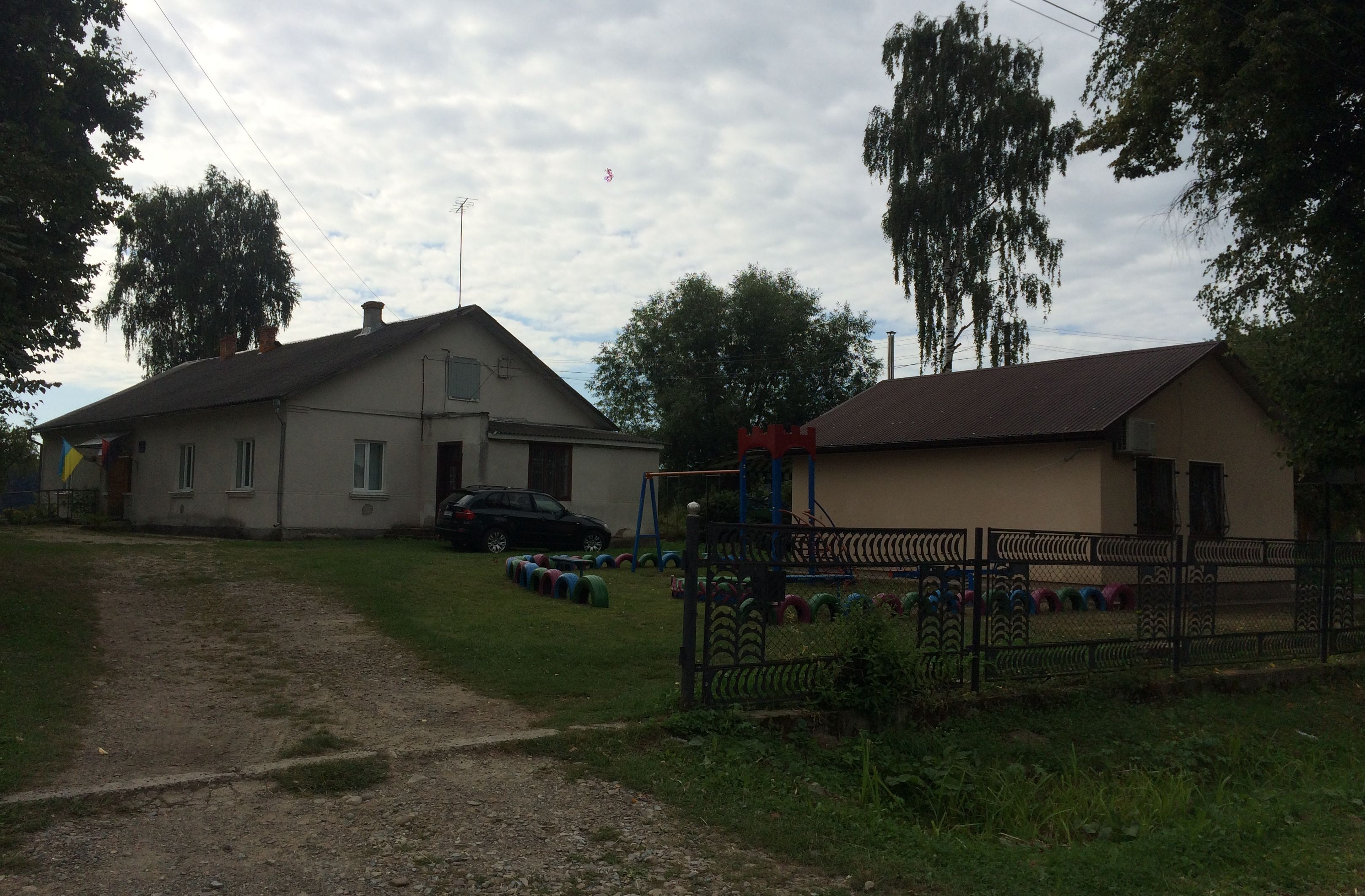
Сільрада
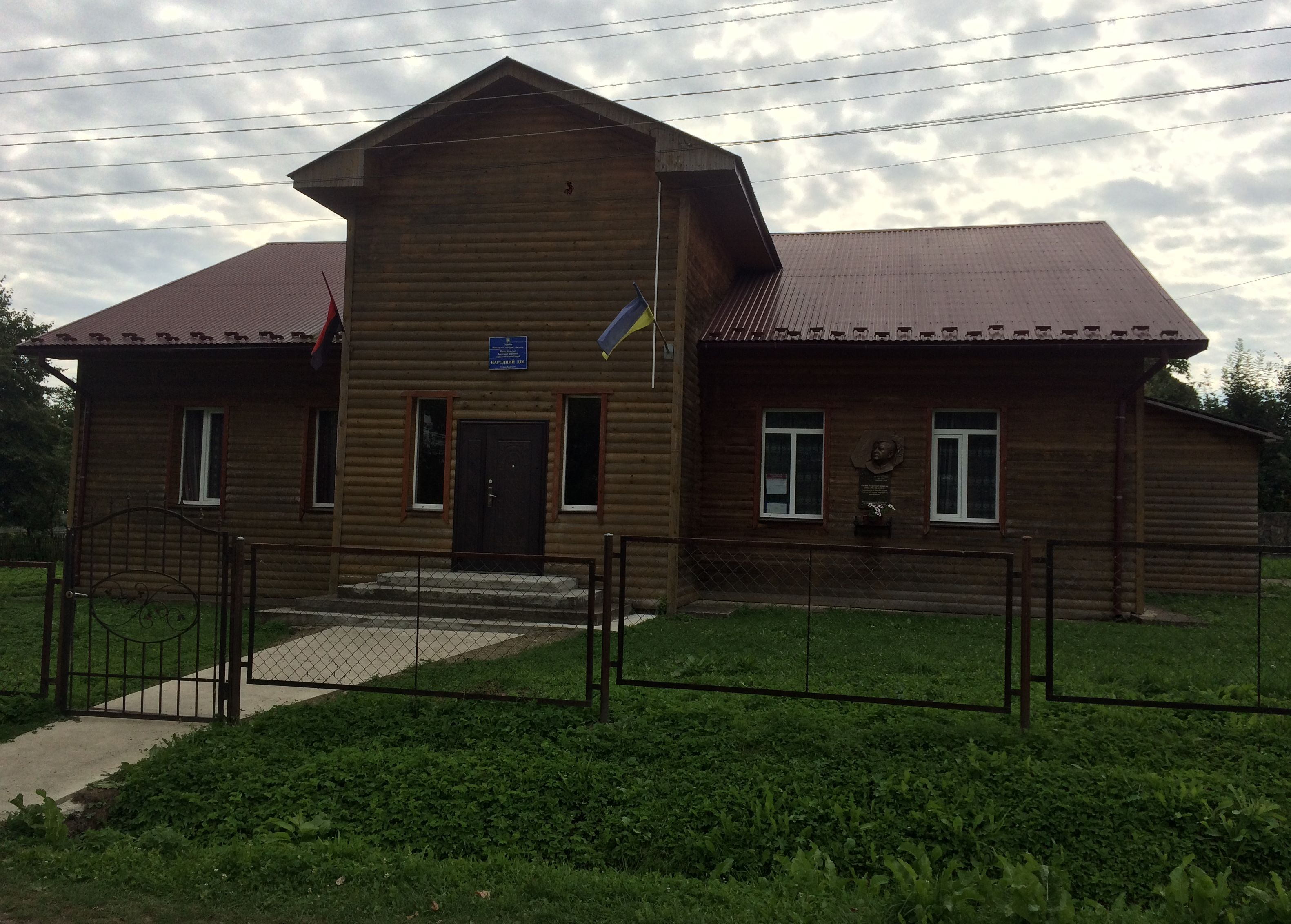
Народний дім
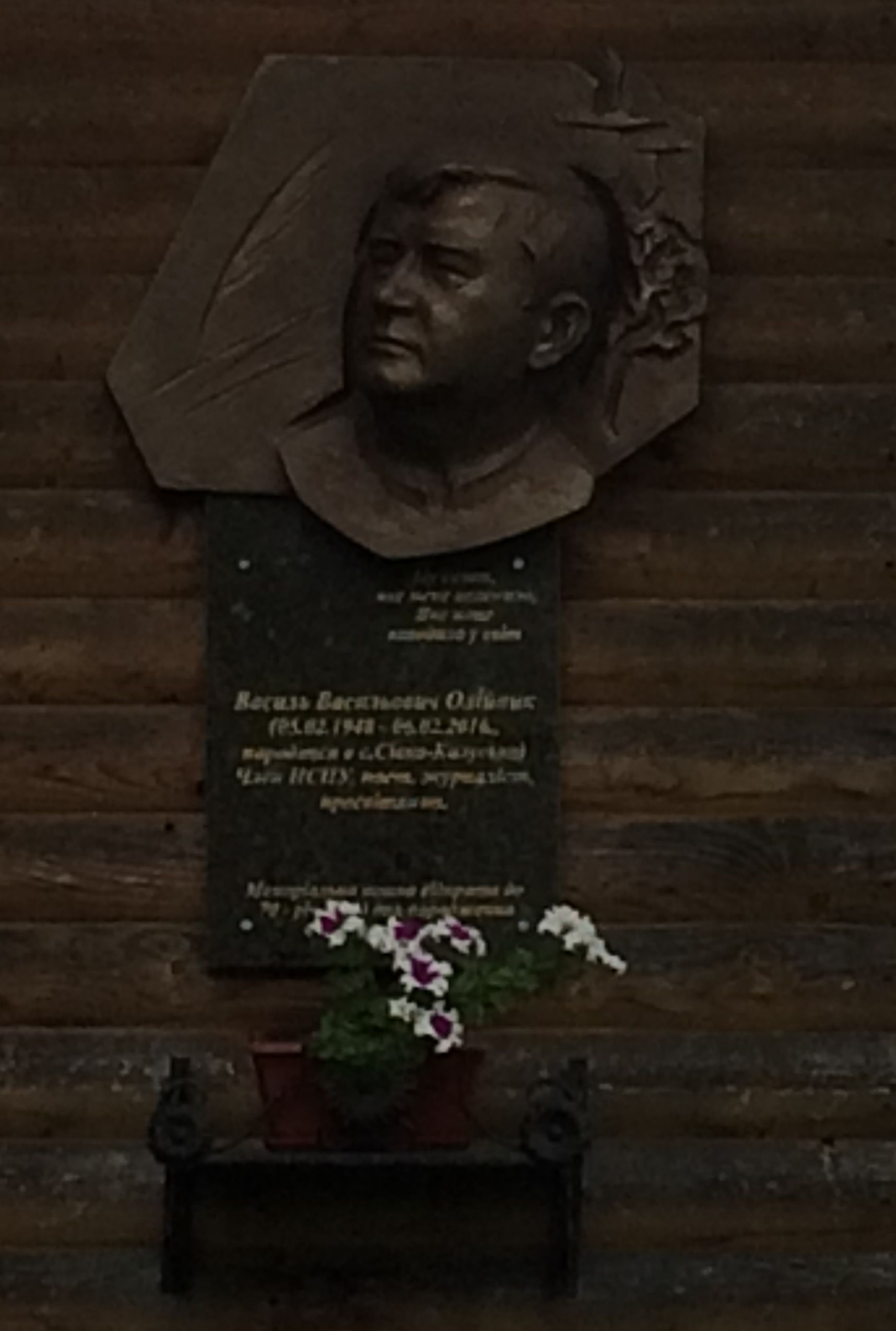
Меморіальна дошка на Народному домі
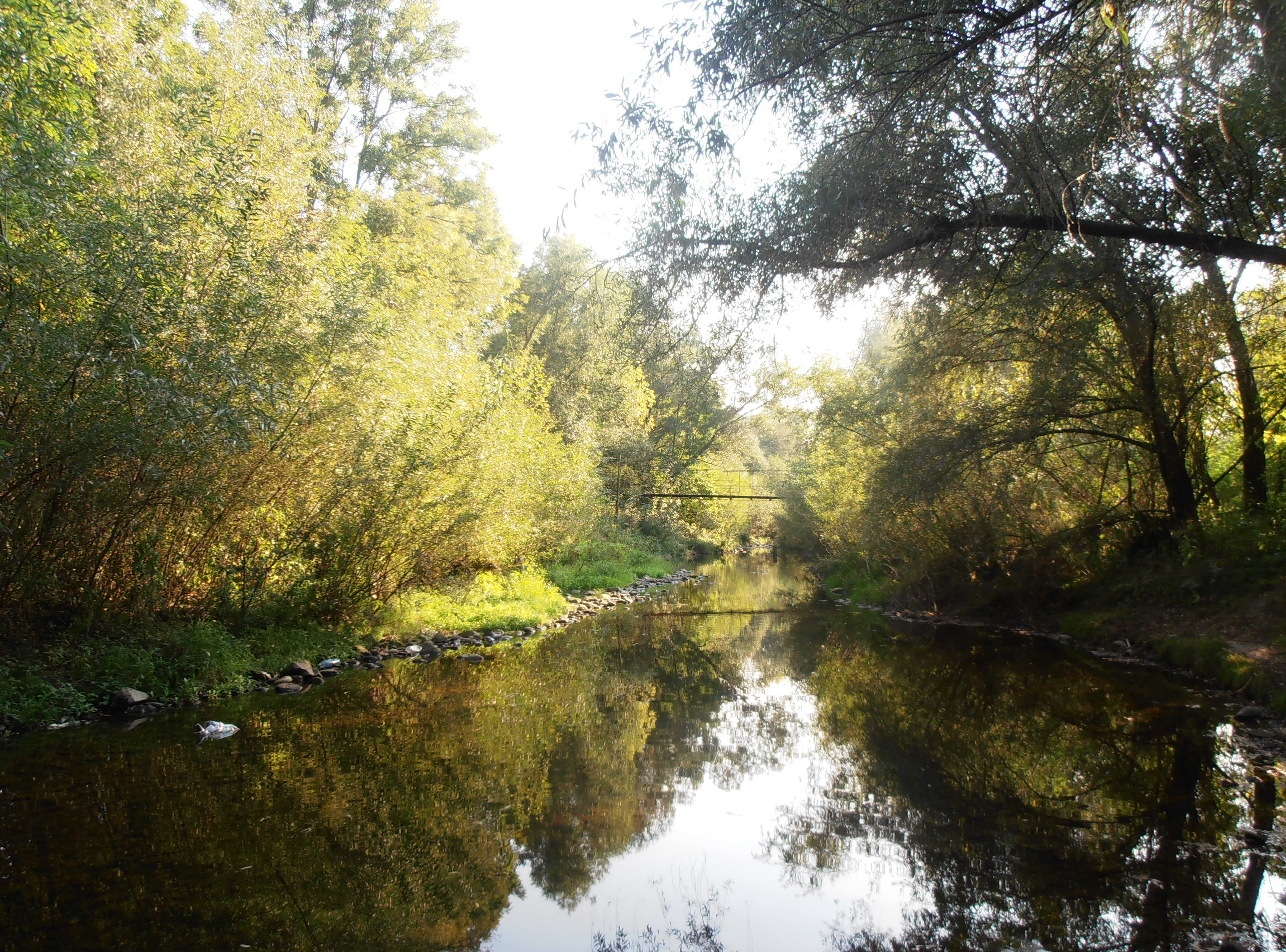
Річка Сівка в селі
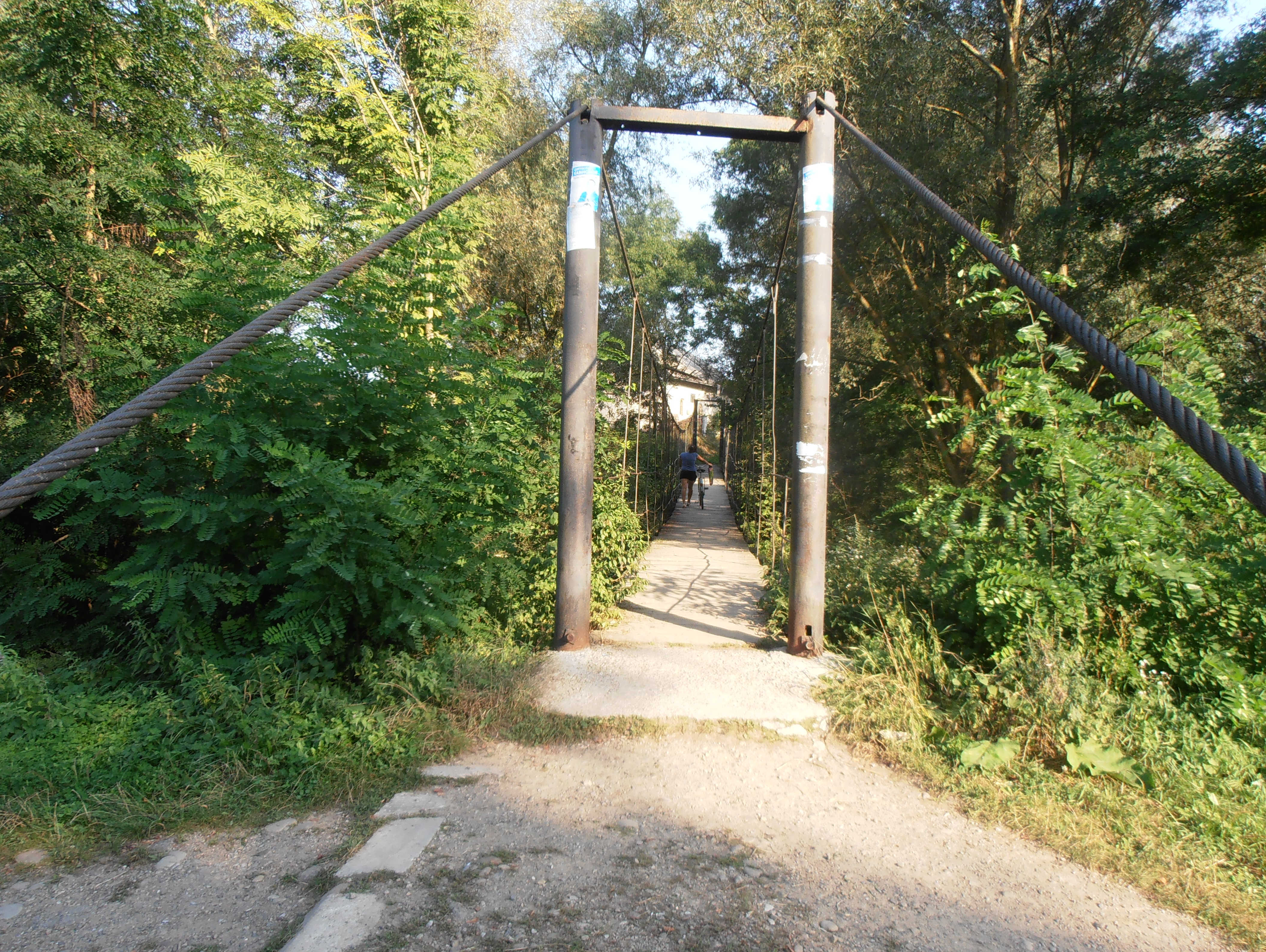
Кладка через Сівку до церкви

- Народний дім.
- НВК І-ІІ ст.[22] (школа на 340 місць і дитсадок).
- ФАП.[23]

456 дворів, 1623 мешканці.

## Сусідні пункти
- Кропивник
- Голинь
- Пійло
- Калуш
- Домбровський кар'єр

## Мікротопоніми

### Урочища села, їх місце знаходження
- 1.Бугайова сіножать – Р. в. Бугайової сіножаті. Мікротопонім утв. семантичним способом від апелятивного сполучення, апелятив сіножать «місце, відведене для косіння трави на сіно» [СУМ, т.9, с.226] з атрибутивом (атрибутив бугайова від бугай). Знаходиться у східній частині села, через дорогу від хати Івана Риги (біля моста).
- 2.Горішня толока – Р. в. Горішньої толоки. Мікротопонім утв. семантичним способом від апелятивного сполучення, апелятив толока «залишене під пар поле, що служить пасовищем для худоби» [СУМ, т.10, с.180] з атрибутивом горішній, що означає верхній. Знаходиться місцина біля кладовища, ближче до лісу та Лугу.
- 3.Ґрунт – Р. в. Ґрунту. Мікротопонім утв. лексико-семантичним способом від апелятива ґрунт «верхній шар земної кори, придатний для життя рослин». Розташовано за прилухами у північно-східній частині села,  близько до міста Калуша.
- 4.До потічка – Мікротопонім утв. синтаксичним способом (прийм. до + пестлива ф. ім. потічок), апелятив потічок «зменш.-пестл. до потік» [СУМ, т.7, с.411]. Притока р. Сівка.
- 5.Дивани – Р. в. Диванів. Мікротопонім утв. лексико-семантичним способом від апелятива диван «рід великих м'яких меблів для сидіння і лежання»[СУМ,т.2, с.270]. Ймовірно на цьому місці були певні рельєфні особливості, які нагадували дивани. Знищені хвостосховищем каліє-магнієвого комбінату.
- 6.Дуброва – Р. в. Дуброви. Мікротопонім утв. лексико-семантичним способом й видозмінений від апелятива діброва «листяний ліс на родючих ґрунтах, у якому переважає дуб» [СУМ, т.2, с.296].
- 7.Жолоби – Р. в. Жолобів. Мікротопонім утв. лексико-семантичним способом від апелятива жолоб «про западину, заглиблення між скалами, горами» [СУМ, т.2, с.543].  Знаходиться збоку від моста, старе річище р. Сівки.
- 8.Задвір’я – Р. в. Задвір’я. Мікротопонім утв. лексико-семантичним способом від апелятива задвір’я «те саме, що задвірок» [СУМ, т.3, с.104]. Місцевість коло збудованої церкви Архистратига Михаїла.
- 9.Круг – Р. в. Круга. Мікротопонім утв. лексико-семантичним способом від апелятива круг «частина площини, обмежена колом» [СУМ, т.4, с.367]. Розташована біля моста і продовжується до початку вул. І. Франка.
- 10.Лази, лози – Р. в. Лазів. Мікротопонім утв. лексико-семантичним способом від апелятива лоза «народна назва деяких кущових порід верби» [СУМ, т.4, с.541]. Територія біля гімназії, де ростуть верби.
- 11.Ланок, луг – Р. в. Ланка, лугу. Мікротопонім утв. лексико-семантичним способом від апелятива ланок «зменш.-пестл. до лан1 1; нивка» [СУМ, т.4, с.445]. Знаходиться за селом, між с. Голинь та с Сівка-Калуська.
- 12.Могилка – Р. в. Могилки. Мікротопонім утв. лексико-семантичним способом від апелятива могилка «зменш.-пестл. до могила» [СУМ, т.4, с.773]. Знаходиться за селом біля старого калійного заводу.
- 13.Мочари – Р. в. Мочарів. Мікротопонім утв. лексико-семантичним способом від апелятива мочарі «те саме, що багно» [СУМ, т.4, с.814] . Знаходиться за селом, між рікою і дорогою до м. Калуш.
- 14. Михасева Дубина – Р. в. Михасевої Дубини. Мікротопонім утв. семантичним способом від апелятивного сполучення, апелятив дубина «дубовий ліс, гай; дубова памолодь» [СУМ, т.2, с.429] й атрибутив Михасева, що ймовірно походить від імені жителя села. Знаходиться  у цьому ж районі.
- 15.Підлісок – Р. в. Підліска. Мікротопонім утв. лексико-семантичним способом від апелятива підлісок «кущі та зовсім молоді дерева, що ростуть у нижньому ярусі, нижній частині лісу» [СУМ, т.6, с.450]. Розташований між селом і лісом.
- 16.Прилуки – Р. в. Прилук. Мікротопонім утв. лексико-семантичним способом від апелятива прилука «місце, поросле травою та кущами або очеретом, що трапляється по берегах річок, озер» [СУМ, т.7, с.661]. Знаходяться за селом, неподалік кар’єру, призначалися для випасання худоби.
- 17.Підсіножать – Р. в. Підсіножаті. Міктротопонім утв. префіксальним способом : під- + апелятив сіножать «місце, відведене для косіння трави на сіно» [СУМ, т.9, с.226]. Знаходиться за Жолобами, далі за мостом.
- 18.Помірки – Р. в. Помірок. Мікротопонім утв. лексико-семантичним способом від апелятива помірок «шмат городу, поля, що є додатковим наділом; прирізок» [СУМ, т.7, с.125]. Знаходяться на березі р.Сівки, зі сторони с. Пійло.
- 19.За Симоненком – Мікротопонім утв. синтаксичним способом (прийм. за + апелятив Симоненко). Цеполе за обійстям родини Симоненків-Климишиних.
- 20.Солонці – Р. в. Солонців. Мікротопонім утв. лексико-семантичним способом від апелятива солонець «ґрунт, що утворюється із солончаку в результаті вимивання з верхніх шарів водорозчинних солей» [СУМ,т.9,с.450]. Територія у західній частині села, біля с. Голинь.
- 21.Толока–  Р. в. Толоки. Мікротопонім утв. лексико-семантичним способом від апелятива толока «залишене під пар поле, що служить пасовищем для худоби» [СУМ,т.10, с.180]. Територія від лісу аж до м. Калуша.
- 22.Тернова дорога – Р. в. Тернової дороги. Мікротопонім утв. семантичним способом від апелятивного сполучення, апелятив дорога «смуга землі, по якій їздять і ходять»[СУМ, т.2, с.378] й атрибутива терновий. Знаходиться біля вентиляційної шахти дорогою до м. Калуш.

### Кутки села
- 1.Долішній кінець – Р. в. Долішнього кінця. Мікротопонім утв. семантичним способом від апелятивного сполучення, апелятив кінець «крайній пункт, межа протяглості предмета, площини тощо, а також те, що прилягає до такого пункту, межі; протилежне початок»[СУМ, т.4, с.163] й атрибутив долішній «який міститься або розташований внизу; нижній» [СУМ, т.2,с.359]. Вуличка від церкви Архистратига Михаїла вниз.
- 2.Горішній кінець – Р. в. Горішнього кінця. Мікротопонім утв. семантичним способом від апелятивного сполучення, апелятив кінець «крайній пункт, межа протяглості предмета, площини тощо, а також те, що прилягає до такого пункту, межі; протилежне початок»[СУМ, т.4, с.163] й атрибутив горішній «який міститься або розташований вверху; верхній» [СУМ, т.2,с.131]. Вуличка від церкви Архистратига Михаїла вверх.
- 3.Зеленівка – Р. в. Зеленівки. Мікротопонім утв. суфіксальним способом від зелений + суфікси -ів, -к. Ймовірно, назва пов’язана із насадженням рослин на тій вулиці. Від кладки прямо.
- 4.Дікалів кут – Р. в.  Дікалівого кута.  Мікротопонім утв. семантичним способом від апелятивного сполучення, апелятив кут «Частина якої-небудь території, місцевості» [СУМ, т.4,с.417], походження атрибутива невідоме. Знаходиться біля р. Сівки біля Храму Успіння Пресвятої Богородиці.
- 5.Круг – Р. в. Круга. Мікротопонім утв. лексико-семантичним способом від апелятива круг «частина площини, обмежена колом (див. коло 1. площа круга» [СУМ, т.4, с.367]. Центральна вулиця села.
- 6.Калявушків [кал'авуʹшк’ів] – Р. в. Калявушків. Походження мікротопоніма невідоме. Крайній західний кут села, що розташований ближче до полів.
- 7.Рінь – Р.в. Ріні. Мікротопонім утв. лексико-семантичним способом від апелятива рінь «берег або дно річки з крупного піску, гравію, гальки і т. ін.» [CУМ, т.8, с.575]. Острівець, який відділяла р.Сівка.
- 8.Пустиня –  Р. в. Пустині. Мікротопонім утв. лексико-семантичним способом від апелятива пустиня «те саме, що пустеля» [СУМ, т.8, с.399]. Територія на початку вул. Зарічної, де були колись пустирі.
- 9.Заріка – Р. в. Заріки. Мікротопонім утв. синтаксичним способом (прийм. за + ім. ріка), апелятив ріка «водний потік, що живиться із джерела або стоком атмосферних опадів і тече по видовжених зниженнях рельєфу від верхів'я до гирла» [СУМ,т.8, с.574]. Територія по обидва боки р. Сівка. Жителі правого і лівого берега називали перші хати так.
- 10.Угарсталь, діалект. [уʹґ’ерштал'] – Р.в. Угарсталю. Назва мікротопоніма походить з німецької, район досі носить таку назву, через колонію, що діяла в селі під час Другої світової війни.
- 11.Шахта– Р.в. Шахти. Мікротопонім утв. лексико-семантичним способом від апелятива шахта «система підземних споруд, де добувають корисні копалини (перев. вугілля) або провадять які-небудь роботи, і будівель на поверхні»[СУМ, т.11,с.424].  Район, де жили робітники, що працювали на шахті.
- 12.Будова – Р. в. Будови. Мікротопонім утв. лексико-семантичним способом від апелятива будова «кам'яна, дерев'яна та ін. споруда для житла, господарських потреб і т. ін.; будівля»[СУМ,т.1,с.248]. Район, де розташовані новобудови, знаходиться біля лісу, в південній частині села.
- 13.Грібка – Р. в. Грібки. Мікротопонім утв. суфіксальним способом від дієслова гребти + -к-. Назва, ймовірно, позначала територію, де були розташовані поля.
- 14.Гутвей – Р.в. Гутвею. Походження назви не відоме.
- 15.Урочище – Р. в. Урочища. Мікротопонім утв. лексико-семантичним способом від апелятива урочище «те, що становить природну межу (яр, гора і т. ін.).» [СУМ, т.10,с.483]. Береги річки, у селі було кілька місць в селі.
- 16.Мисюри Луг – Р.в. Мисюри Лугу. Мікротопонім утв. семантичним способом від апелятивного сполучення, апелятив луг «поросла травою і кущами лука, що використовується як пасовисько та сіножать»[СУМ,т.4,с.552] й атрибутив Мисюри, що походить від прізвища магната Мисюри, що жив у селі. Територія біля хати колишнього магната Мисюри.

## Вулиці
У селі є вулиці:
- Височана
- Зарічна
- Зелена
- Івана Франка
- Квіткова
- Лесі Українки
- Лісова
- Молодіжна
- Олексина
- Польова
- Січових Стрільців
- Тараса Шевченка
- Шахтарська
- Шкільна
- Яблунева

## Видатні люди
- Олійник Василь Васильович (1946—2016, народився в Сівці-Калуській) — український поет і громадський діяч.[25]
- Адамюк Володимир Михайлович (17 липня 1991, Сівка-Калуська) — український футболіст, захисник «Дніпра».